# Giuseppe della Porta Rodiani
Pour le peintre, voir Giuseppe Porta.
Giuseppe della Porta Rodiani (né le 5 septembre 1773 à Rome alors capitale des États pontificaux, et mort dans la même ville le 18 décembre 1841) est un cardinal italien du XIXe siècle.

## Biographie
Giuseppe della Porta Rodiani exerce diverses fonctions au sein de la Curie romaine, notamment auprès de la Congrégation de l'Inquisition. Il est nommé archevêque titulaire de Damas (de) en 1822, patriarche latin de Constantinople l'année suivante et auditeur général de la Chambre apostolique en 1833. 
Le pape Grégoire XVI le crée cardinal in pectore lors du consistoire du 23 juin 1834. Sa création est publiée le 6 avril 1835. Le cardinal della Porta est vicaire de Rome en 1838.

### Sources
- Fiche du cardinal Giuseppe della Porta Rodiani sur le site Catholic-hierarchy
- Fiche du cardinal Giuseppe della Porta Rodiani sur le site fiu.edu